# El Clos (Santa Cecília de Voltregà)
El Clos és una masia de Santa Cecília de Voltregà (Osona) protegida com a Bé Cultural d'Interès Local.

## Descripció
El mas del Clos està situat al nord-oest del nucli de Santa Cecília de Voltregà. Es tracta d'una masia formada per tres cossos. El cos principal i de dimensions majors és de planta rectangular i està orientat est-oest. A banda i banda de la façana de llevant hi ha adossats dos cossos auxiliars de planta rectangular. La coberta del cos principal és de dos aiguavessos de teula àrab amb carener perpendicular a la façana. El cos auxiliar del costat sud té coberta de dos aiguavessos de teula àrab amb carener perpendicular a la façana. D'altra part el cos auxiliar del costat nord té coberta d'un sol aiguavés de teulà àrab.
En alçada, el cos principal, està compost de planta baixa, primer pis i golfes. La façana principal s'orienta a llevant, la porta principal és rectangular amb llinda i marc de pedra. Al primer pis s'obren dues finestres, a banda i banda, rectangulars amb llinda i marc de pedra. A les golfes s'observen tres petites finestres rectangulars. A la façana sud destaquen dues porxades de tres arcs al primer pis i a les golfes. El cos auxiliar del costat sud està compost en alçada de planta baixa, primer pis i golfes. Per contra, el cos auxiliar del costat nord està compost de planta baixa i primer pis.

## Història
La primera notícia documental que conservem del mas del Clos és un fogatge de 1360.